# Félix De Andreis
Félix de Andreis, né le 13 décembre 1778 à Demonte (Italie) et mort le 15 octobre 1820 à Saint Louis (États-Unis), est un missionnaire italien. Il fut le premier supérieur de la Congrégation de la Mission aux États-Unis et le vicaire général du diocèse de la Louisiane et des Deux-Florides. Sa cause en béatification a été ouverte par l'Église catholique en 1902.

## Biographie

### Les premières années

#### Jeunesse et formation

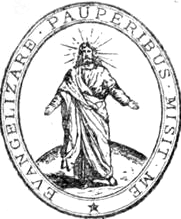
Blason de la Congrégation de la Mission, l'ordre religieux rejoint par Félix De Andreis.

Felice De Andreis est né le 13 décembre 1778 dans une famille pieuse de classe moyenne à Demonte, hameau situé dans le diocèse de Coni dans le Piémont. Il est baptisé le jour-même de sa naissance et reçoit le sacrement de la confirmation à l'âge de 8 ans. 
À l'âge de 15 ans, il se rend au collège où il se consacre à l'étude des arts libéraux et en particulier à la poésie. Dans le même temps, celui-ci se sent incliné à rejoindre les Vincentiens, qui se consacraient à l'évangélisation hors d'Europe, en Afrique, en Asie et en Amérique du Nord.

#### Entrée dans les ordres
Après avoir hésité à poursuivre ses études, De Andreis entre finalement au noviciat de la Congrégation de la Mission à Mondovi le 1er novembre 1797.
Au terme de ses années de noviciat, De Andreis poursuit son apprentissage à Turin puis, en raison de l'avancée des troupes napoléoniennes, au Collegio Albernoi à Plaisance. C'est dans cette ville qu'il est ordonné prêtre le 14 août 1801 à l'âge de 22 ans. De Andreis montre durant ses études de fortes dispositions à l'apprentissage des langues et de la littérature. Il sait le latin, le grec, l'hébreu, le français et l'espagnol, et dispose de surcroît d'une culture scientifique. Il est aussi particulièrement versé en théologie, en droit canon et dans l'étude des Pères de l'Église.

### Les années romaines

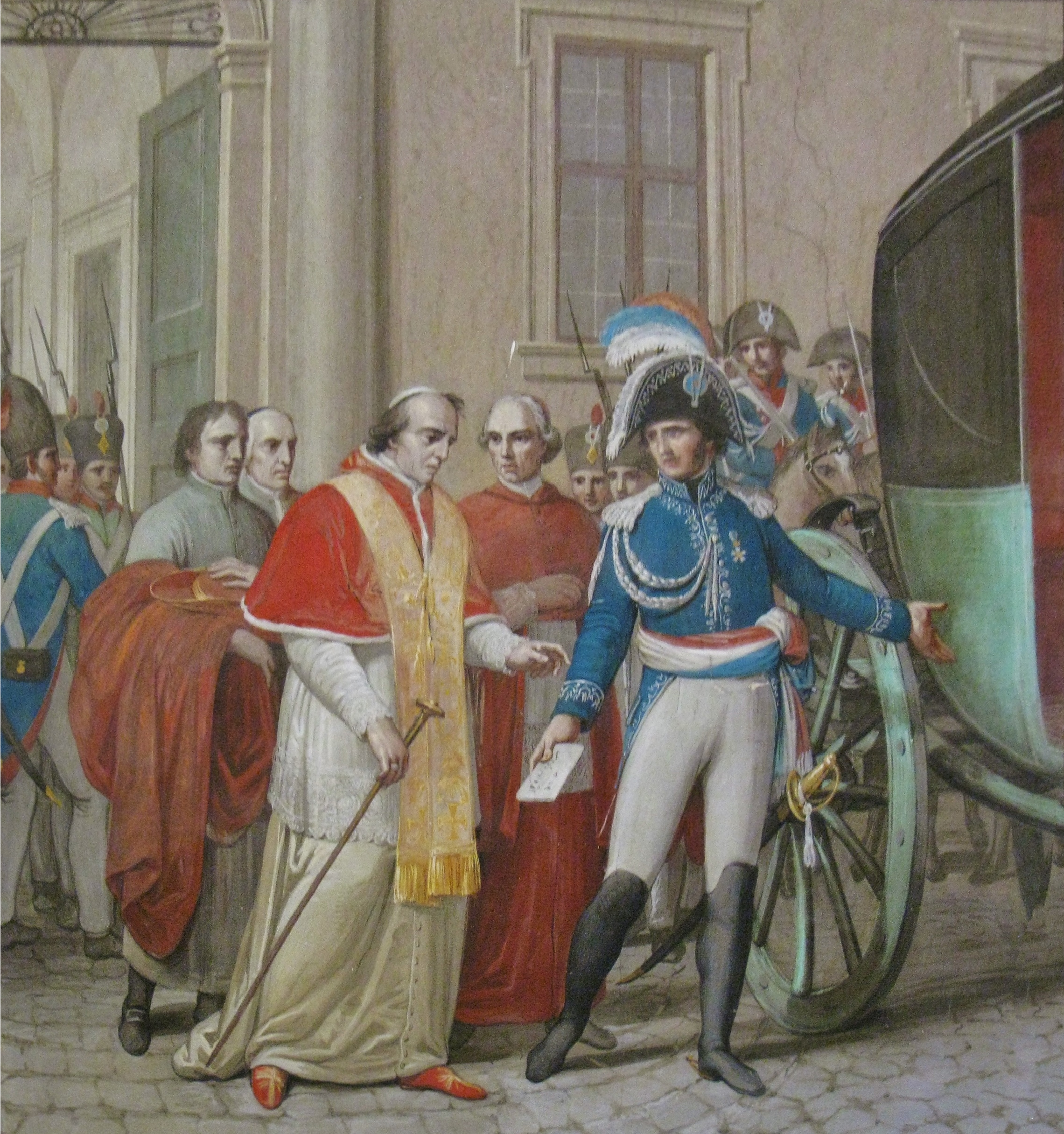
Une période trouble pour l'Église catholique à Rome : l'arrestation du pape Pie VII par le général Radet dans la nuit du 5 au 6 juillet 1809

#### Un séjour romain en pleine tourmente
En 1806, De Andreis se rend à Rome pour raison de santé et réside à la maison de Montecitorio, siège de la Congrégation de la Mission. Les premières années de son séjour romain sont marquées par le tournant hostile pris par la politique de Napoléon à l'égard du Saint-Siège. À partir du 2 février 1808, Rome est occupée militairement par les troupes françaises. Les tensions culminent lors de l'enlèvement du pape Pie VII hors de Rome dans la nuit du 5 au 6 juillet 1809.

#### Un professeur réputé
Durant cette période, Félix De Andreis poursuit son ministère de prédicateur et de confesseur dans les collèges et auprès des laïques romains. Il se voit chargé d'une chaire de théologie dogmatique au Collège missionnaire de Propanda Fide et est aussi chargé d'animer les retraites spirituelles des séminaristes avant leur ordination, tâche habituellement dévolue à des ecclésiastiques plus expérimentés. De Andreis gagne au cours de ces années l'estime du cardinal Giulio Maria della Somaglia, alors vicaire général de Rome, et du pape Pie VII.
De 1810 à 1815, Félix De Andreis est constamment occupé à animer des retraites pour les séminaristes et le clergé de la ville, et à organiser des missions dans les banlieues de Rome. Lorsque les congrégations sont dissoutes dans la ville, il continua d'enseigner auprès des étudiants du Collège.

### Missionnaire en Amérique

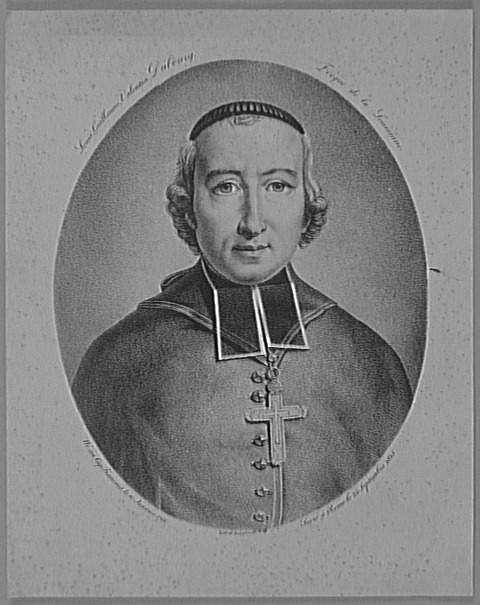
Guillaume-Valentin Dubourg, évêque de la Louisiane et des Deux-Florides

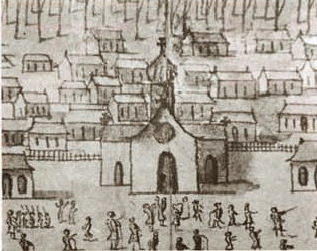
L'église Saint Louis, première paroisse de La Nouvelle Orléans, et lieu de la future cathédrale Saint Louis (dessin de 1726)

#### Rencontre avec Guillaume-Valentin Dubourg

##### La Louisiane, terre de mission catholique
En 1815, Félix De Andreis fait la rencontre à Rome de Guillaume-Valentin Dubourg, nouvel évêque de la Louisiane et des Deux-Florides. Prêtre français membre de la Société de Saint Sulpice, Guillaume-Valentin Dubourg venait d'être nommé à cette charge par le pape et se rendait auprès de lui pour se faire sacrer. Nommé 3 ans plus tôt administrateur apostolique du diocèse, celui-ci avait accepté sa consécration épiscopale à la condition de pouvoir faire venir des missionnaires européens de plusieurs congrégations pour l'assister dans sa tâche. 
Le territoire qui lui était confié, et qui venait tout juste d'être le lieu d'affrontements violents entre les Britanniques et les jeunes États-Unis d'Amérique lors de la guerre de 1812, consistait en de vastes étendues comprises entre les deux rives du Mississippi et s'étendait du golfe du Mexique aux Grands lacs canadiens. Ces terres étaient essentiellement peuplées de tribus amérindiennes et de quelques colons français et espagnols, établis dans des hameaux isolés les uns des autres,. 
Ancienne colonie d'États catholiques, la France de l'Ancien régime et l'Empire espagnol, la Louisiane se trouvait depuis 1803 sous la tutelle d'un nouvel État sans religion officielle. Le catholicisme y était confronté à la concurrence d'autres cultes chrétiens affiliés au protestantisme, comme l'Église méthodiste, particulièrement populaires chez les esclaves et les Afro-Américains. De surcroît, le diocèse avait été privé pendant 14 ans d'un évêque et ne disposait que de douze prêtres pour couvrir son immense territoire.

##### Départ de Rome
Ayant assisté à l'une des prédications de Félix De Andreis dont il avait apprécié le style, Dubourg propose à De Andreis de l'accompagner en Amérique du Nord et en demande la permission à son supérieur, le père Sicardi. Ce dernier ayant déclaré ce départ impossible, en raison de l'absence de remplaçant pour De Andreis, Guillaume-Valentin Dubourg fait appel au pape qui tranche en sa faveur.
Félix De Andreis choisit cinq missionnaires pour l'accompagner. Son choix se porte notamment sur Joseph Rosati, futur évêque de Saint Louis, qui avait été son étudiant à Rome et l'avait accompagné dans plusieurs de ses missions et de ses prédications. Il lui écrit une lettre en septembre 1815, l'invitant à partir avec lui pour l'Amérique,.
Accompagné des autres missionnaires, Félix De Andreis se rend d'abord à Gênes puis à Bordeaux. Ceux-ci s'y arrêtent durant 6 mois afin de terminer leurs préparatifs. De Andreis remplit durant cette période les fonctions d'aumônier dans les hôpitaux et les prisons que lui confie l'ordinaire de l'archidiocèse, Mgr Charles François d'Aviau du Bois de Sanzay.

#### Arrivée en Amérique

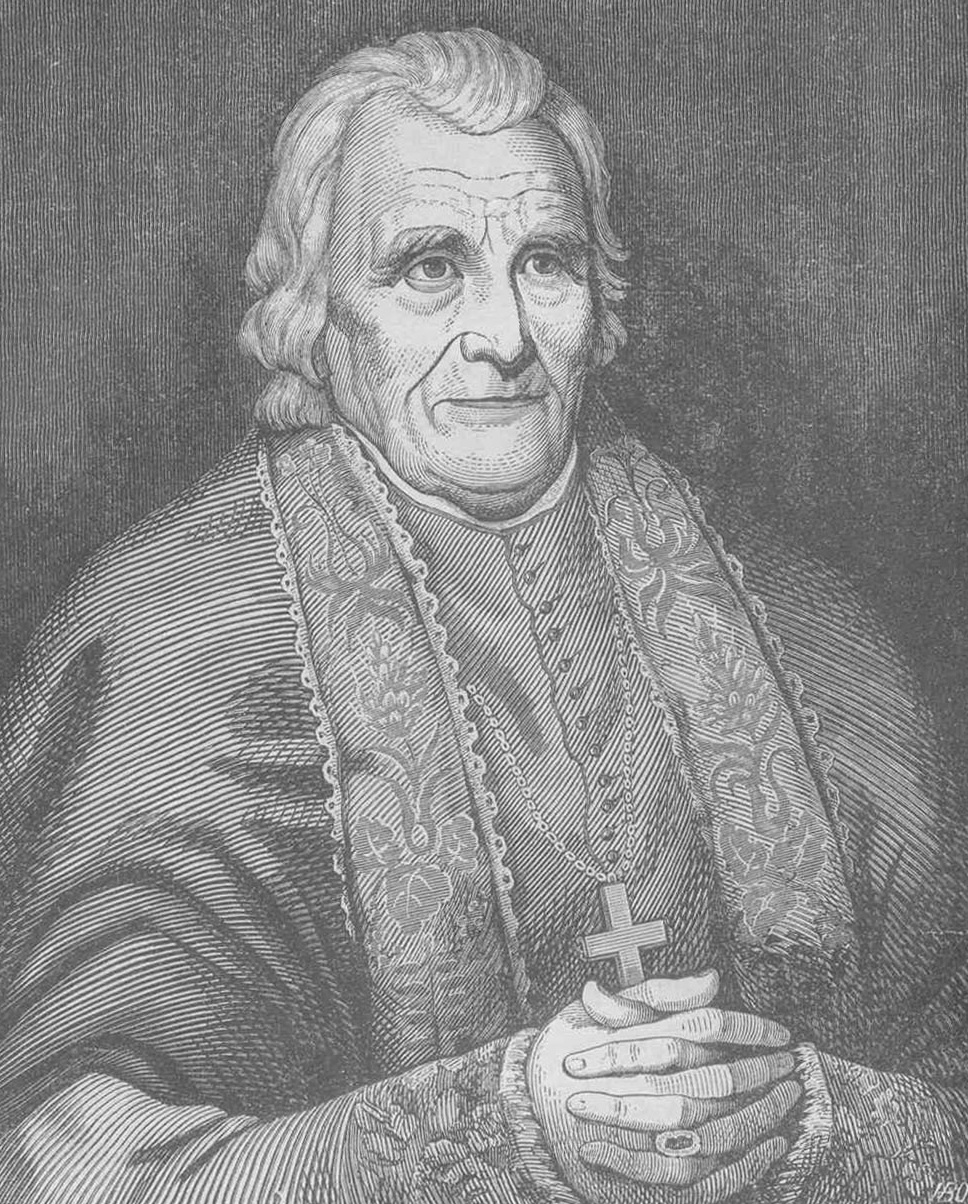
Benoît-Joseph Flaget, évêque de Bardstown

Le groupe de missionnaires quitte la France le 13 juin 1816 à bord d'un navire américain, The Ranger. Ils mettent pied à Baltimore un mois et demi plus tard, le 26 juillet. Après un mois de repos durant lequel ils résident au Séminaire St. Mary's, les missionnaires partent le 3 septembre pour Pittsburgh en Pennsylvanie.  
De là, ils descendent la rivière Ohio jusqu'à Louisville où ils arrivent le 19 novembre. Ils gagnent enfin la ville de Bardstown dans le Kentucky. Fondée en 1780, la ville est la seconde plus ancienne du Kentucky et dispose de son propre siège épiscopal. Les missionnaires demeurent au séminaire St. Thomas, à l'invitation de l'évêque du lieu Benoît-Joseph Flaget, jusqu'au retour de Guillaume-Valentin Dubourg. Durant cette période, Félix De Andreis enseigne la théologie et travaille à s'améliorer dans la maîtrise de l'anglais. 
Les autres missionnaires emmenés par De Andreis, se perfectionnent quant à eux dans l'apprentissage de cette langue et achevent leur formation de missionnaire au contact de la population locale. Guillaume-Valentin Dubourg arrive finalement le 29 décembre 1817, accompagné de 30 prêtres. Ils partent ensemble pour Saint-Louis en 1818, premier établissement de la Congrégation de la Mission en Amérique du Nord.

#### La naissance d'une Église catholique locale dans le Missouri

##### Création d'un enseignement catholique
Lors de son arrivée à Saint-Louis, Félix De Andreis est nommé vicaire général par Guillaume-Valentin Dubourg, chargé du Nord du diocèse, et supérieur de la Congrégation de la Mission aux États-Unis. Une première église en bois y avait été construite près de quarante plus tôt en 1776 à l'époque de la Louisiane française lors de la fondation de la ville. En 1818, Guillaume-Valentin Dubourg la fait consolider, tandis qu'un cimetière est aménagé à proximité.
Durant les trois années que dure son ministère à Saint-Louis, De Andreis a la charge de deux écoles, une pour les novices de la congrégation et une pour les laïques. Il participe à la construction d'un nouveau séminaire aux Barrens, un campement à 130 kilomètres au sud de la ville de Saint-Louis qui devient plus tard la ville de Perryville. La Congrégation de la Mission s'y établit après la mort de De Andreis.

##### Tensions avec les Francs-Maçons et les Églises protestantes
À son arrivée en Amérique du Nord, Félix De Andreis est confronté à l'arrivée de colons européens hostiles au catholicisme. Dans une lettre datée du 26 novembre 1817, De Andreis écrit depuis Bardstown : 

« L'os le plus dur à ronger pour moi, ce sont les Français bonapartistes, les francs-maçons, les non-croyants, les soi-disant "philosophes" récemment arrivés d'Europe. J'ai déjà eu maille à partir avec eux concernant la religion. Mais le Seigneur est venu à mon aide, je crois depuis qu'ils n'ont plus envie de m'attaquer. Cependant, je ne cesse pas de les instruire et de les démasquer dans mes prêches. »

À Saint Louis, De Andreis est en butte à d'autres attaques de la part des Francs-Maçons et des autres Églises chrétiennes. En 1819, il est notamment accusé de « fornication en public » par un pasteur protestant. Quoiqu'il ait choisi de tourner en dérision ces accusations, celles-ci l'affectent vivement et participent à la dégradation de sa santé.

### Maladie et mort

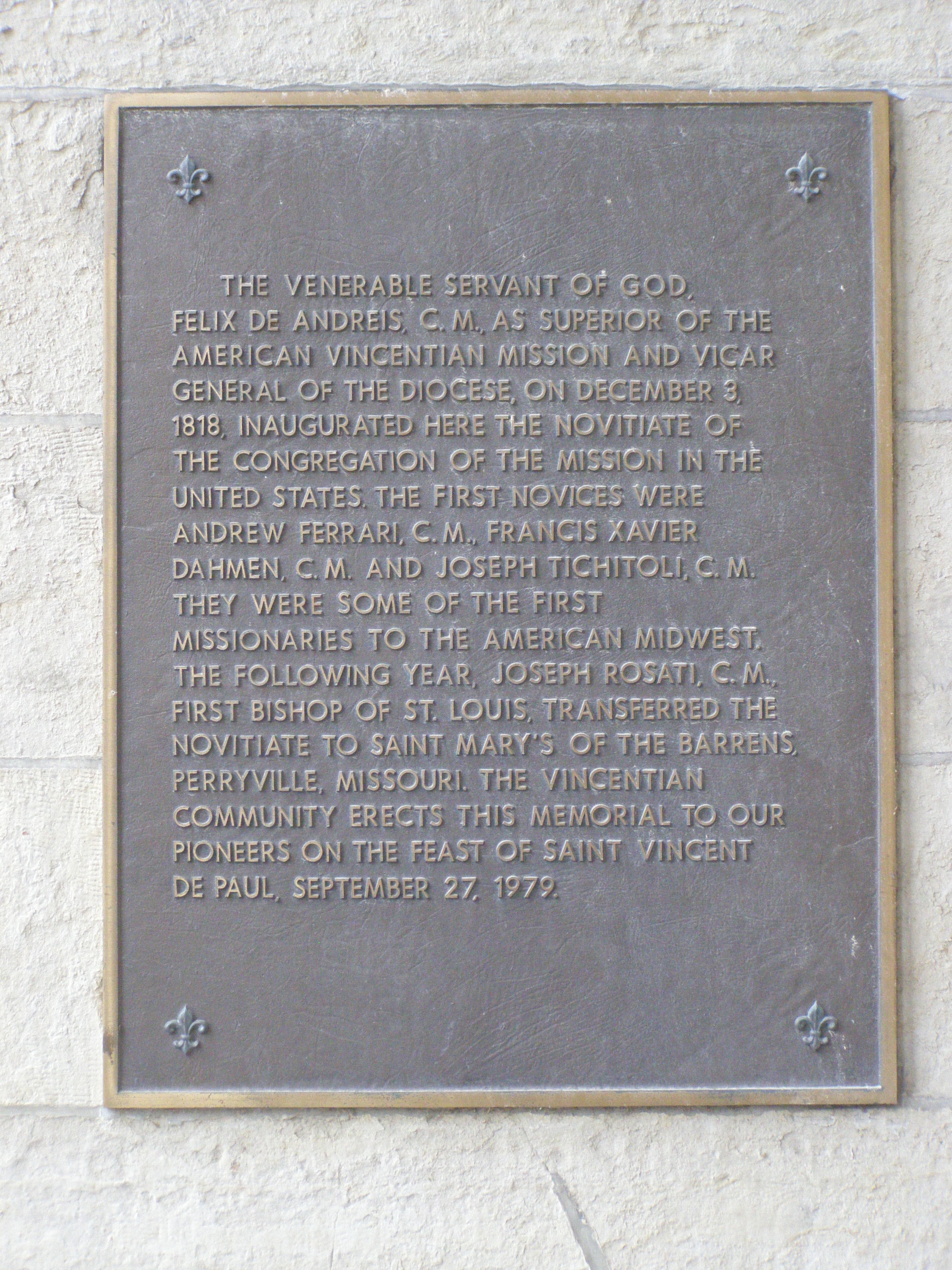
Plaque commémorative rendant hommage à Félix de Andreis dans la basilique Saint-Louis-Roi-de-France de Saint Louis (Missouri)

#### Une constitution fragile et un caractère anxieux
De faible constitution, Félix De Andreis a toute sa vie une santé fragile. Il souffre de maux d'estomacs. Son caractère dépressif et anxieux qui lui fait particulièrement ressentir la solitude lorsqu'il est éloigné de ses amis. Celui-ci transparaît notamment dans une lettre qu'il adresse à Joseph Rosati le 17 mars 1819 : 

« Bien que nous soyons comme des hommes qui sont morts au monde [...], cependant nous apprécions de temps en temps de recevoir des nouvelles de nos chers confrères d'Italie. [...] Il s'agit vraiment d'une admirable destinée que d'être chargé de travailler dans la portion la plus abandonnée du troupeau du Christ, dans une terre sans merci qui présente à la fois tous les inconvénients du froid le plus extrême et des grandes chaleurs, et qui ne produit par les grands mets que tout le monde apprécie là-bas. Pas de vin, pas de raisin, pas de figues, pas d'huile, pas de légumes, etc. »

#### Mort en 1820
Félix De Andreis est souffrant et dépressif dans les derniers temps de sa vie. Après son arrivée à Saint-Louis en 1818, sa santé se dégrade nettement et il reçoit un traitement au mercure qui le fait particulièrement souffrir. Dans une lettre qu'il écrit le 23 septembre 1819, un an avant sa mort, il décrit les effets de celui-ci :

« Le mercure a tant affecté ma bouche, mes gencives, ma langue et mon palais que n'importe quel aliment m'est insupportable en raison de la souffrance qu'entraine le fait de prendre de quelque nourriture et du peu de sens du goût qu'il me reste. Pour expliquer ce que je ressens, je dirais qu'une infinité d'aiguilles sont placées autour de mes gencives, dont la piqûre constante entraîne un flot constant de salive peu satisfaisant. »

Félix De Andreis meurt entouré de Guillaume-Valentin Dubourg et de ses novices le 15 octobre 1820 à l'âge de 42 ans sous les effets combinés de son traitement et de la fièvre. Son corps est inhumé dans la première église du séminaire des Barrens, qu'il n'avait jamais visitée. Ses restes sont transférés en 1837 dans la nouvelle église du lieu, le sanctuaire national de Notre-Dame de la Médaille miraculeuse de Perryville.

## Cause de béatification

### Introduction de la cause à Rome
Après la mort de Félix De Andreis, des prêtres lazaristes se rendent régulièrement sur sa tombe pour prier pour sa canonisation,. Sa réputation de sainteté, qui trouve son origine du vivant du prêtre et se développe après sa mort, ainsi que des miracles qui se seraient produits par son intercession entraînent l'ouverture d'une enquête à Saint-Louis en 1900. 
Celle-ci débouche sur l'introduction de sa cause de béatification à la Congrégation des rites à Rome le 29 août 1902. Félix De Andreis est considéré depuis comme « Serviteur de Dieu », et parfois vénéré à ce titre au sein de sa congrégation et par les catholiques américains,,.

### Une cause «silencieuse»
Durant ses débuts, le procès en béatification fait mention de témoignages de guérisons et de miracles survenus au cours des derniers jours de la vie de Félix De Andreis et durant ses funérailles. 
Plus d'un siècle plus tard, en 2004, sa cause n'a pas enregistré de progrès notables, au point que sa réouverture parait peu probable selon la revue officielle de la Congrégation de la Mission, Vincentiana.